# سیارک ۲۵۲۱۲
سیارک ۲۵۲۱۲ (به انگلیسی: 25212 Ayushgupta، نامگذاری:1998SU149) بیست و پنج هزار و دویست و دوازدهمین سیارک کشف شده‌است که در ۲۶ سپتامبر ۱۹۹۸ کشف شد.
قدر مطلق سیارک برابر ۱۴.۱ است.